# Северна Суматра
Северна Суматра е една от провинциите на Индонезия. Административен център е град Медан. Населението ѝ е 13 923 262 жители (по преброяване от май 2015 г., 2-ра по население след Ява), а има площ от 72 981 кв. км. Намира се в часова зона UTC+7. Разполага с две международни пристанища и е в процес на изграждане на 3-то. Провинцията също е изградила и промишлен комплекс за около 176 милиона американски долара.